# 잠비아 프리미어리그
잠비아 프리미어리그는 잠비아의 최상위 축구 리그이며 1962년에 공식 출범하였다.